# Historic RhB
Historic RhB ist ein seit 2003 in der Schweiz tätiger Verband von insgesamt sieben Vereinen und zwei Stiftungen aus dem Kanton Graubünden, der sich für den Erhalt, Betrieb und die Vermittlung des historischen Erbes der Rhätischen Bahn einsetzt. Unter den sieben Vereinen sind auch zwei Modelleisenbahnvereine, die sich mit der Rhätischen Bahn im Modell beschäftigen. Der Verein Historic RhB ist Mitglied im Verein Bahnkultur Graubünden, welcher über eine Leistungsvereinbarung Gelder für Projekte mit Bezug zur Transportgeschichte Graubünden vom Kanton im Sinne von Artikel 33 der VöV (Verordnung über den öffentlichen Verkehr im Kanton Graubünden) beantragen und verteilen kann.

## Zeitschrift Die Bündner Kulturbahn
Seit 2003 erscheint jährlich die Zeitschrift Die Bündner Kulturbahn zum Thema. Sie kann sowohl in gedruckter Form bezogen werden, wie auch als online eingesehen und heruntergeladen werden. Die gedruckte Ausgabe hat eine Auflage von 25'000 Exemplaren.

## Mitglieder von Historic RhB
| Name                                    | Bemerkung |
| --------------------------------------- | --- |
| Albula-Bahn-Club                        | Modelleisenbahnanlage in der Spur H0m im Ortsmuseum Bergün, im Besitz der Ge 6/6 I 407 vor dem Bahnmuseum Albula |
| Club 1889                               | Erhalt, Restaurierung und Unterhalter historischer RhB-Fahrzeuge in der Betriebswerkstätte Samedan, im Besitz der G 3/4 11 und der Ge 4/4 182 und Catering auf RhB-Dampfzügen der Alpensüdseite                                                      |
| Freunde der Schmalspurbahnen            | Modularer Anlagebau in der Spur H0m in Thusis |
| Interessengemeinschaft Zügen-Landwasser | Interessengemeinschaft zur touristische Entwicklung im Gebiet entlang der Landwasser und in der Zügenschlucht |
| Stiftung Bahnmuseum Albula              | Bahnmuseum Albula mit Modelleisenbahnanlage in der Spur 0m (Finescale) im ehemaligen Zeughaus Bergün beim Bahnhof Bergün, im Besitz des BDe 4/4 491 der ehemaligen Misoxer Linie sowie des Stammnetzpendel-Triebwagens Be 4/4 514 und der Ge 2/4 205 |
| Stiftung Grün & Chrom                   | Gönnerstiftung zur Finanzierung des Erhalts der Ge 4/4 I, Ge 4/4 II und Ge 6/6 II sowie von Einheitswagen in Grün und Rot |
| Verein Dampffreunde der Rhätischen Bahn | Gönnerverein und Catering auf RhB-Dampfzügen der Alpennordseite |
| Verein pro Salonwagen RhB               | Gönnerverein |